# Ben Schnetzer
Ben Schnetzer (* 8. února 1990) je americký herec. Je synem herců Stephen Schnetzera a Nancy Snyderové. Narodil se a vyrůstal v New Yorku. V roce 2010 vystudoval londýnskou Guildhall School of Music and Drama. Debutoval v roce 2007 ve filmu Ben's Plan, v roce 2013 si zahrál roli žida Maxe ve válečném filmu Zlodějka knih.

## Filmografie
| Rok  | Film          |
| ---- | ------------- |
| 2007 | Ben's Plan    |
| 2013 | Zlodějka knih |
| 2014 | Pride         |
| 2016 | Warcraft      |

| Rok  | Seriál          |
| ---- | --------------- |
| 2010 | Právo a pořádek |
| 2010 | Happy Town      |